# 広駅
広駅（ひろえき）は、広島県呉市広中町にある、西日本旅客鉄道（JR西日本）呉線の駅である。駅番号はJR-Y17。

## 概要
呉線における広島シティネットワークの東端駅で、運転系統上の境界駅でもある。当駅を跨ぐ場合、朝晩の一部列車を除いて乗換が必要となる。当駅始発・終着列車が多数運転されており、広島方面は日中1時間に3本（うち2本は快速安芸路ライナー）、三原方面は日中1時間に1本の列車が運行されている。
2007年9月1日、呉線全線でICOCAが利用可能となり、自動改札機を導入しているが、磁気券処理をする改札機（正規の改札機）は当駅までに導入され、隣の仁方駅 - 須波駅間のローカル線区間ではICOCAの入出場の処理をするIC専用機のみが導入された。
電報略号は、「ヒロ」が広島駅で使われているため、「呉線の広」の意から「クヒ」である。

## 歴史
- 1935年（昭和10年）
  - 3月24日：鉄道省呉線呉駅 - 当駅間延伸時に終着駅として開設[3][4]。
  - 11月24日：当駅 - 三呉線三津内海駅（現・安浦駅）間延伸、途中駅となる。これに伴い全通した三原駅 - 海田市駅間が現行の「呉線」となる。
- 1985年（昭和60年）3月14日：荷物扱い廃止[2]。
- 1986年（昭和61年）
  - 4月：みどりの窓口営業開始[5]。
  - 11月1日：貨物取扱廃止[2]。広コンテナセンター設置[2]。
- 1987年（昭和62年）
  - 3月3日：新駅舎に建替え[4]。
  - 4月1日：国鉄分割民営化に伴い、西日本旅客鉄道（JR西日本）の駅となる[2]。また広コンテナセンターは日本貨物鉄道（JR貨物）が継承。
- 1996年（平成8年）3月16日：呉駅から広島駅までノンストップ運転の快速（現在の「安芸路ライナー」にあたる）新設に伴い、停車駅となる。
- 2005年（平成17年）10月1日：臨時快速「瀬戸内マリンビュー」新設に伴い、停車駅となる。
- 2006年（平成18年）4月1日：広コンテナセンターが広オフレールステーションに名称変更。
- 2007年（平成19年）
  - 6月10日：ICOCA対応自動改札機設置。
  - 9月1日：ICカード「ICOCA」が利用可能となる。
- 2010年（平成22年）
  - 7月14日：平成22年梅雨前線豪雨に伴い呉線内で複数の土砂崩れが発生、三原駅 - 呉駅間が不通となる[6]。
  - 7月16日：当駅 - 呉駅間運行再開[6]。
  - 7月20日：安浦駅 - 当駅間運行再開[7][8]。
- 2012年（平成24年）4月1日：広オフレールステーションの営業を終了[9]。
- 2016年（平成28年）
  - 6月22日：平成28年梅雨前線豪雨に伴い安登駅 - 安芸川尻駅間で土砂崩れが発生、三原駅 - 当駅間が不通となる[10]。
  - 6月29日：安浦駅 - 当駅間運行再開[11]。
- 2018年（平成30年）
  - 7月6日：平成30年7月豪雨に伴い、営業休止。
  - 8月20日：当駅 - 呉駅間で暫定的な部分運転実施[12]。
  - 9月9日：当駅 - 坂駅間運行再開[13]。
  - 10月14日：安芸川尻駅 - 当駅間運行再開[14]。
- 2021年（令和3年）
  - 1月31日：みどりの窓口営業終了。
  - 2月1日：みどりの券売機プラス稼働開始。これに伴い、駅員配置時間帯は大幅短縮された。

## 駅構造

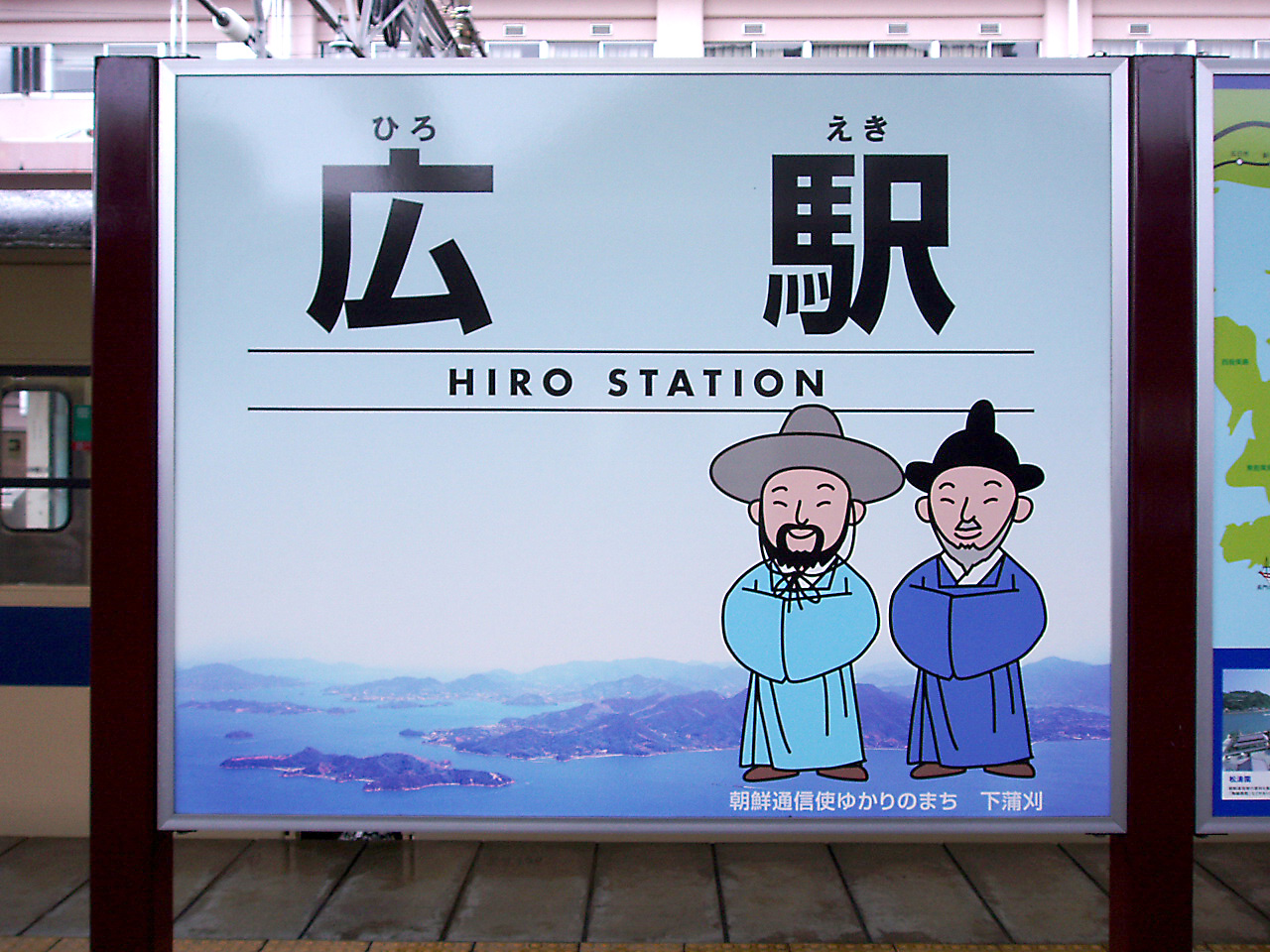
朝鮮通信使のイラストが描かれた駅名標（2006年9月）

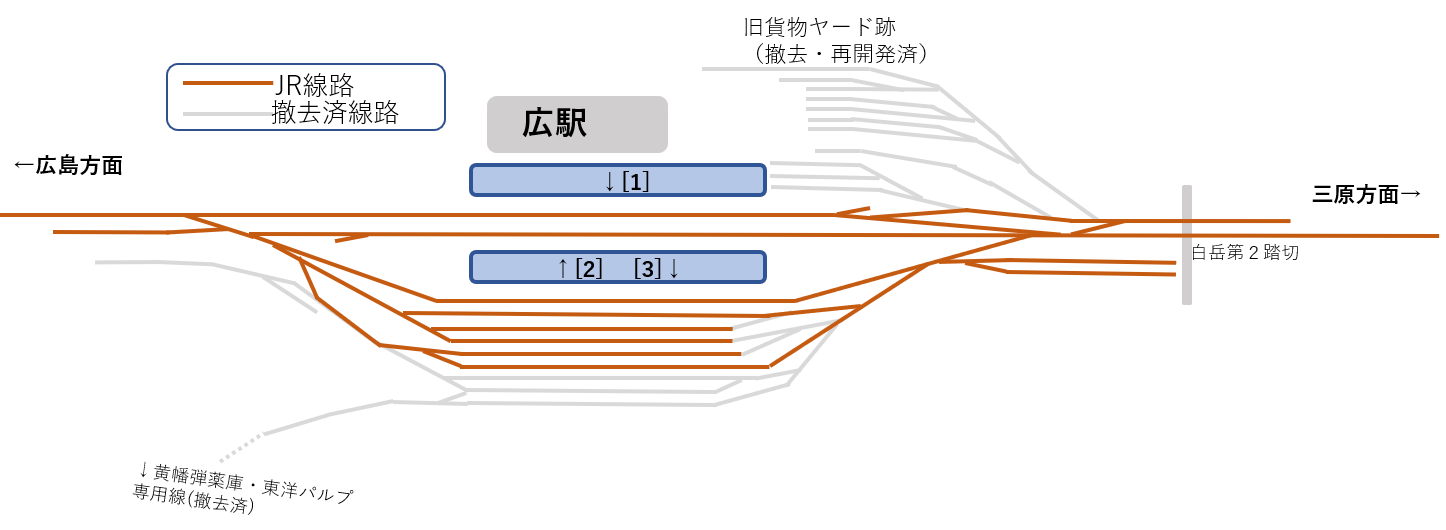
単式・島式ホーム2面3線構造である。北東の貨物ヤード跡地は再開発され、現在は商業施設等が建ち並んでいる。

単式・島式ホーム2面3線を有する地上駅。駅舎は単式1番のりば側にあり、島式2・3番のりばへは跨線橋で連絡している。各ホーム共に広島方面・三原方面側双方に出発信号機が設置されており、両方向へ発車が可能。
みどりの窓口があったが、2021年1月31日限りで廃止され、翌日からはみどりの券売機プラスが設置された。ICOCA対応自動改札機が設置されている。

### のりば
| のりば  | 路線 | 方向 | 行先           |
| ------- | ---- | ---- | -------------- |
| 1・2・3 | 呉線 | 上り | 竹原・三原方面 |
| 1・2・3 | 呉線 | 下り | 呉・広島方面   |

付記事項
- 1番のりばは主に、広島方面行普通列車と、朝晩の三原方面行（広島からの直通列車）が利用している。
- 2番のりばは主に、日中の広島方面行快速列車、朝の広島方面行列車（三原からの直通列車）、朝の広発三原行（1日1本のみ）と、広発安浦行の一部が利用している。
- 3番のりばは、呉線臨時快速列車「EtSETOra」と、三原発列車折返し、広島方面発当駅止まりの一部列車が利用している。
- 3番線南側に留置線が5線あり、夜間滞泊等に使用されている。以前はその外側に更に3本の側線があり、最も外側の線路から専用線が南西に分岐し、「呉東部卸売市場前」交差点付近で県道279号線（この地点で呉市電の軌道とも平面交差）と交差して南に延び、在日米軍黄幡弾薬庫（呉市広黄幡町）に至っていた。この専用線は東洋パルプ（現・王子製紙）呉工場の敷地内を南北に貫通しており、途中から同工場への専用線も分岐していた。現在はいずれも廃止、撤去されている。
- 駅西側から中国工業への専用線も分岐していたが、現在は廃止されている。
- 駅西側に引き上げ線が1線、東側に2線ある。
- 駅東側の貨物ヤードは以前11線の線路があったが、1986年の貨物取扱廃止後は撤去され、用地は商業施設となっている[4]。ただし、最も1番線寄り線路1本（旧貨物ヤード引上線）は残されており電車留置に使用される場合がある。

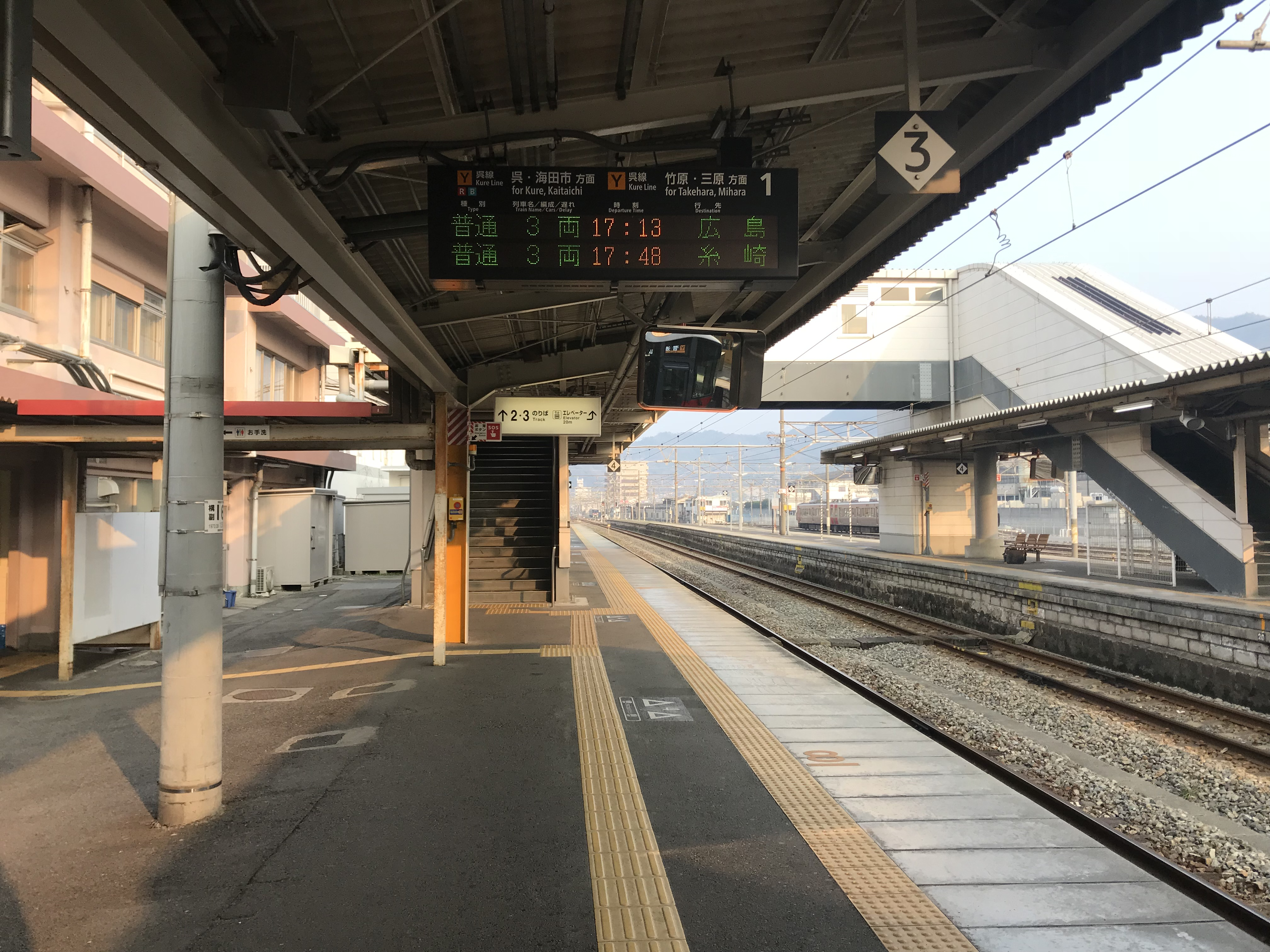
ホーム（2018年3月）
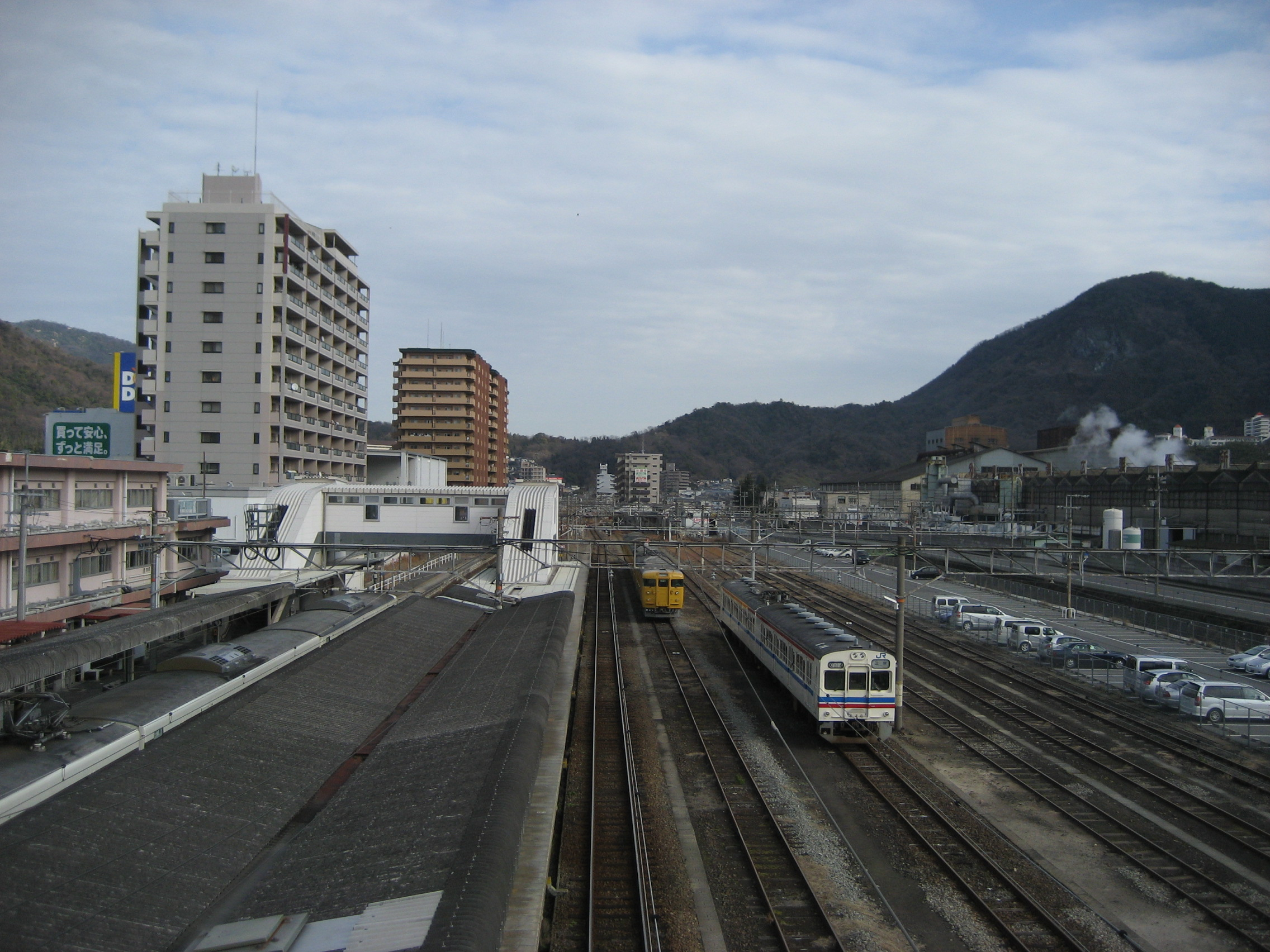
留置線（2010年2月、跨線橋から）

## 広オフレールステーション
1986年に当駅での列車による貨物取扱が廃止された後、旧貨物ヤード跡地（駅東側）の線路を撤去し敷地の一部に日本貨物鉄道（JR貨物）広コンテナセンターが設置され、トラックによる貨物輸送が開始された。その後、2006年の貨物駅名称整理の際に「広オフレールステーション（略称：広ORS）」に改称された。国鉄分割民営化以来、呉線沿線で唯一のJR貨物による貨物取扱施設であった。
拠点駅である広島貨物ターミナル駅との間にトラック便が1日2.5往復（当駅発が3本）設定され、12ftコンテナのみを取り扱っていた。正確な廃止日は不明であるが、2012年3月以降貨物時刻表及びJR貨物のホームページから当施設に関する情報は削除され、施設は全て解体された。跡地には2014年、商業施設が開業した。

## 利用状況
「広島県統計年鑑」及び「呉市統計書」によると、近年の1日平均乗車人員の推移は以下の通り。
| 年度                | 1日平均 乗車人員 |
| ------------------- | ---------------- |
| 1987年（昭和62年）  | 5,264            |
| 1988年（昭和63年）  | 5,656            |
| 1989年（平成 元年） | 5,873            |
| 1990年（平成02年）  | 6,329            |
| 1991年（平成03年）  | 6,405            |
| 1992年（平成04年）  | 6,331            |
| 1993年（平成05年）  | 6,374            |
| 1994年（平成06年）  | 6,361            |
| 1995年（平成07年）  | 6,453            |
| 1996年（平成08年）  | 6,269            |
| 1997年（平成09年）  | 5,991            |
| 1998年（平成10年）  | 5,890            |
| 1999年（平成11年）  | 5,792            |
| 2000年（平成12年）  | 5,738            |
| 2001年（平成13年）  | 5,575            |
| 2002年（平成14年）  | 4,699            |
| 2003年（平成15年）  | 4,434            |
| 2004年（平成16年）  | 4,336            |
| 2005年（平成17年）  | 4,221            |
| 2006年（平成18年）  | 4,123            |
| 2007年（平成19年）  | 4,109            |
| 2008年（平成20年）  | 4,086            |
| 2009年（平成21年）  | 3,946            |
| 2010年（平成22年）  | 3,869            |
| 2011年（平成23年）  | 3,801            |
| 2012年（平成24年）  | 3,774            |
| 2013年（平成25年）  | 3,832            |
| 2014年（平成26年）  | 3,734            |
| 2015年（平成27年）  | 3,888            |
| 2016年（平成28年）  | 3,929            |
| 2017年（平成29年）  | 3,953            |
| 2018年（平成30年）  | 3,556            |
| 2019年（令和 元年） | 3,640            |
| 2020年（令和02年）  | 3,057            |
| 2021年（令和03年）  | 2,880            |
| 2022年（令和04年）  | 2,901            |
| 2023年（令和05年）  | 2,999            |

## 駅周辺

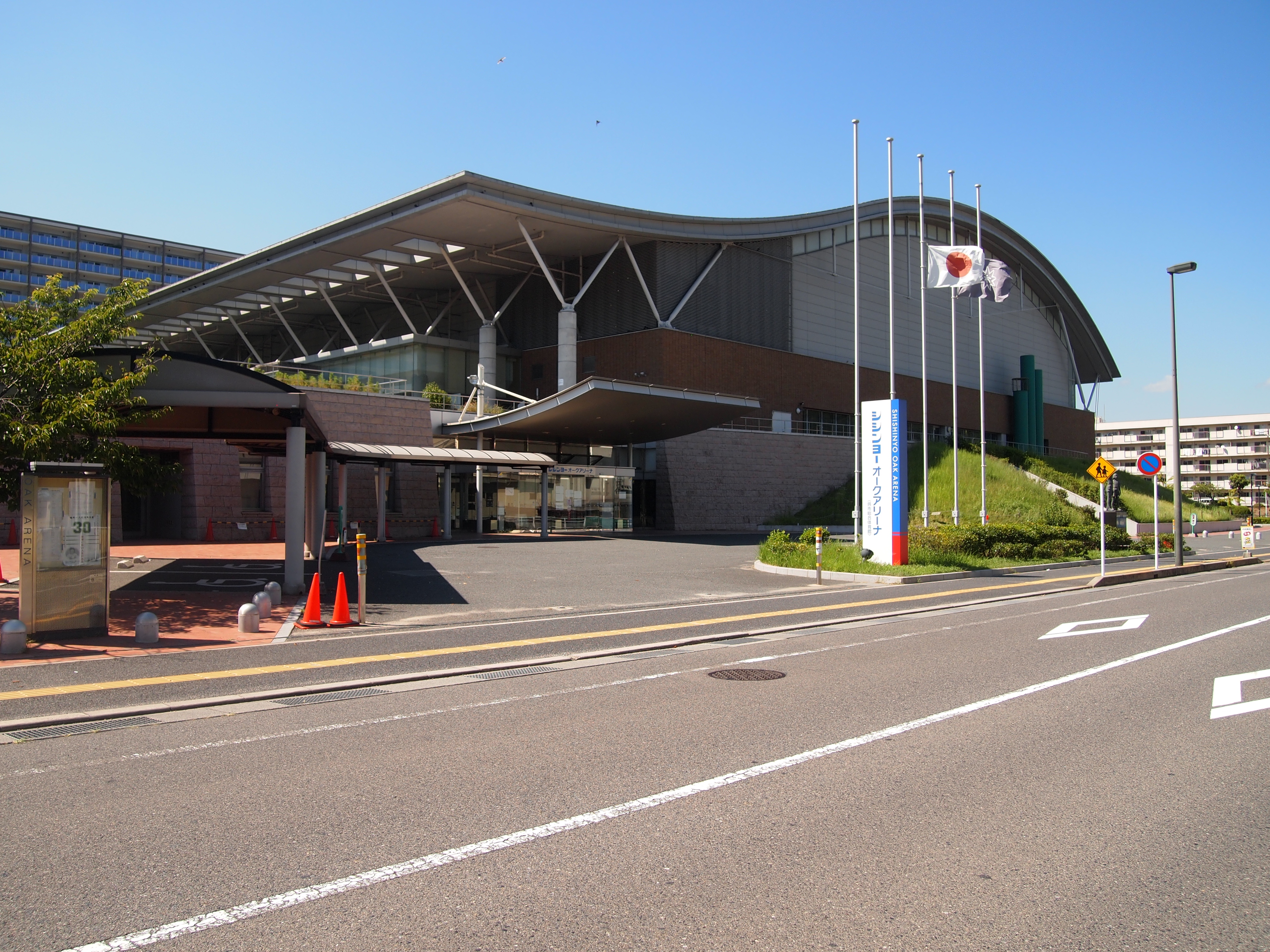
呉市総合体育館（オークアリーナ）

- 広警察署
  - 広警察署 広駅前交番
- 広公園
  - 呉市総合体育館（オークアリーナ）
- 中国工業
- 寿工業広製作所
- 呉自動車学校
- 広島県立広高等学校
- 呉港高等学校
- 呉市立白岳中学校
- 呉市立白岳小学校
- イオン広店
- ディオ 呉広店
- フレスタ広店
- エディオン広店
- ユーホー 広店
- 国道185号
- 国道375号

## バス路線
駅前ロータリー内に「広駅」停留所があり、以下の各路線が乗入れる。
JRバス中国
- 西条線
  - 呉駅 / 賀茂医療センター口、西条駅

駅前の国道185号線に「広駅前」停留所があり、下以下各路線が乗入れる。
広電バス
- 広仁方線
  - 仁万駅南口 / 呉駅前、日本製鉄前

※「呉駅前を経由して日本製鉄へ向かう路線」ではない。
瀬戸内産交
- 中国労災病院 / 営農センター、沖友天満宮前

※営農センター止まり便が混在する。
呉市生活バス
- 広川尻線[17]
  - 中国労災病院 / 小用入口、安浦駅

※安浦駅行は平日2便のみ運行。

## 隣の駅
西日本旅客鉄道（JR西日本）
 呉線
■快速「通勤ライナー」・■快速「安芸路ライナー」（以上は当駅から仁方方は普通列車扱い）・■普通
仁方駅 (JR-Y18) - 広駅 (JR-Y17) - 新広駅 (JR-Y16)